# Saint-Pierremont (Wogezy)
Saint-Pierremont – miejscowość i gmina we Francji, w regionie Grand Est, w departamencie Wogezy.
Według danych na rok 1990 gminę zamieszkiwało 167 osób, a gęstość zaludnienia wynosiła 30 osób/km² (wśród 2335 gmin Lotaryngii Saint-Pierremont plasuje się na 878. miejscu pod względem liczby ludności, natomiast pod względem powierzchni na miejscu 959.).